# Ripogonum
Ripogonum, rod jednosupnica od šest vrsta biljaka smještenih u vlastitu porodicu Ripogonaceae, dio reda ljiljanolike. Rasprostranjene su po Australiji, Novoj Gvineji, otočju Chatham i Novom Zelandu.

## Vrste
1. Ripogonum album R.Br., Nova Gvineja; Novi Južni Wales; Queensland; Victoria
2. Ripogonum brevifolium Conran & Clifford, Novi Južni Wales; Queensland;
3. Ripogonum discolor F.Muell., Novi Južni Wales; Queensland;
4. Ripogonum elseyanum F.Muell., Novi Južni Wales; Queensland;
5. Ripogonum fawcettianum F.Muell. ex Benth., Novi Južni Wales; Queensland;
6. Ripogonum scandens J.R.Forst. & G.Forst., otočje Chatham; Novi Zeland (Sjeverni i Južni otok)